# Premières
Premières korábbi község (település) Franciaországban, Côte-d’Or megyében. 2019. február 28-án Collonges-lès-Premières községgel egyesült és delegált község státusszal Collonges-et-Premières új község része lett.
Lakosainak száma 141 fő (2018. január 1.). Premières Longchamp, Beire-le-Fort és Collonges-lès-Premières községekkel határos.

## Népesség
A település népességének változása:
| Lakosok száma | 90   | 84   | 111  | 125  | 92   | 131  | 140  | 142  | 141  | 141  |
|               | 1968 | 1975 | 1982 | 1999 | 2006 | 2011 | 2013 | 2016 | 2017 | 2018 |